# 배성일
배성일(1972년 4월 15일 ~ )은 대한민국의 배우이다.

## 학력
- 서울예술대학 연극과

## 출연작

### 영화
- 《아들》 (2007년) - 수감자 역
- 《굿모닝 프레지던트》 (2009년) - 김정호 대통령복권 진행자 역
- 《퀴즈왕》 (2010년) - 성우 1 역
- 《로맨틱 헤븐》 (2011년) - 장기협회 남자 역
- 《하이힐》 (2014년) - 허불 변호사 1 역
- 《우리는 형제입니다》 (2014년) - 대전터미널 직원 역
- 《기억의 밤》 (2017년) - 의문남 1 역
- 《성난황소》 (2018년) - 바닷가식당 종업원 역
- 《젠틀맨》 (2022년) - 택시기사 역

### 드라마
- 《태양의 여자》 (2008년, KBS2)
- 《나의 나라》 (2019년, JTBC)
- 《메모리스트》 (2020년, tvN)
- 《허쉬》 (2020년, JTBC) - 김 사장 역
- 《이상한 변호사 우영우》 (2022년, ENA) - 고등학교 선생님 역
- 《악귀》 (2023년, tvN) - 강상문 역